# Synodontinae
Synodontinae es una subfamilia de peces teleósteos que pertenece a la familia Synodontidae.

## Géneros
- Synodus
- Trachinocephalus

- Datos: Q3014470